# 村瀬克俊
村瀬 克俊（むらせ かつとし、1979年8月7日 - ）は、神奈川県出身の日本の漫画家。

## 経歴
『福輪術-ふくわじゅつ-』で、第8回（2003年10月期）ジャンプ十二傑新人漫画賞佳作受賞。『福輪術-ふくわじゅつ-』が『青マルジャンプ』（集英社）に掲載され、漫画家デビュー。『赤マルジャンプ』（集英社）2004 SPRINGに『Kick!コータ!!』を掲載。第2回ジャンプ金未来杯参加作として『週刊少年ジャンプ』（集英社）2005年41号に『ナックモエ』を掲載。
『週刊少年ジャンプ』にて、2008年2号から15号まで、初連載作品『K.O.SEN』を連載。同誌にて、2011年11号から28号まで『DOIS SOL』を連載。『週刊ヤングジャンプ』（集英社）にて、2013年33号から2014年20号まで『モングレル』を連載。
『少年ジャンプ+』（同社）にて、2014年9月26日（創刊号）から2019年1月25日まで『カラダ探し』・『カラダ探し 解』（原作：ウェルザード）を連載。2019年2月8日から2019年11月8日まで『アラタプライマル』（原作：及川大輔）を連載。
趣味は格闘技観戦、スポーツ色々。好きな漫画は『Mr.FULLSWING』『アイシールド21』『SLAM DUNK』。既婚で2014年に娘が誕生している。

## 作品リスト

### 連載
- K.O.SEN（『週刊少年ジャンプ』2008年2号 - 15号）
- DOIS SOL（『週刊少年ジャンプ』2011年11号 - 28号）
- モングレル（『週刊ヤングジャンプ』2013年33号 - 2014年20号）
- カラダ探し（原作：ウェルザード、『少年ジャンプ+』2014年9月26日 - 2017年12月8日）
  - カラダ探し 解（原作：ウェルザード、『少年ジャンプ+』2017年12月29日 - 2019年1月25日）
  - カラダ探し 異（原作小説：ウェルザード、映画脚本：土城温美、『少年ジャンプ+』2022年9月24日[3] - 2023年3月11日[4]）
- アラタプライマル（原作：及川大輔、『少年ジャンプ+』2019年2月8日 - 11月8日）
- 自殺幇女（原作：尾北圭人、『少年ジャンプ+』2020年5月29日 - 9月18日）
- レッドリスト 絶滅進化論（原作：安生正、『少年ジャンプ+』2021年1月27日 - 2022年2月9日）
- ざまぁみろ！―不屈のキックボクサー・立嶋篤史に魅せられて―（『ヤンチャンWeb』2024年1月23日[5] - ）

### 読切
- 福輪術-ふくわじゅつ-（『青マルジャンプ』）
- Kick!コータ!!（『赤マルジャンプ』2004 SPRING）
- ナックモエ（『週刊少年ジャンプ』2005年41号）
- SHINING（『ミラクルジャンプ』No.7）
- 岡崎慎司ヒストリー 一生ダイビングヘッド!!（ストーリー原案：安藤隆人、『週刊少年ジャンプ』2014年29号）

## 師匠
- 鈴木信也[1]
- 江尻立真[6]
- 葦原大介[7]